# Alois Kaňkovský
Alois Kaňkovský (Bělkovice-Lašťany, 19 luglio 1983) è un ex ciclista su strada e pistard ceco, attivo tra gli Elite dal 2006 al 2021 e vincitore nel 2007 del titolo mondiale di omnium su pista.

## Carriera
A inizio carriera ottiene i principali risultati nel ciclismo su pista. Nel 2004, ventunenne, rappresenta il suo paese in due prove ai Giochi olimpici di Atene. Nel 2007 si aggiudica il primo storico titolo mondiale su pista di omnium, e nel 2008 partecipa per la seconda volta, a Pechino, ai Giochi olimpici. A livello nazionale si aggiudica sette Campionati cechi su pista, di cui cinque nella specialità dell'americana.
Su strada gareggia nella prima parte di carriera, dal 2006 al 2014, con l'ASC Dukla Praha, per poi passare nel 2015 a un'altra Continental ceca, la Whirlpool-Author, nota dal 2017 come Elkov-Author.
A partire dal 2009 inizia ad ottenere successi in gare dei circuiti continentali UCI. Il 2013 è il suo anno migliore: totalizza undici successi, tutti in Asia, vincendo anche la classifica generale del Tour of China II. Nelle stagioni seguenti continua a cogliere successi, soprattutto in volata e in gare di classe .2 del calendario UCI Europe Tour: spiccano i quattro successi consecutivi nel Memoriał Andrzeja Trochanowskiego in Masovia, la vittoria finale al Dookoła Mazowsza 2017, e i sei successi nelle quattro prove della Visegrad 4 Bicycle Race, da lui vinte tutte almeno una volta.
Si ritira dall'attività a fine 2021.

## Palmarès

### Strada
- 2009 (ASC Dukla Praha, una vittoria)

1ª tappa Central European Tour
- 2010 (ASC Dukla Praha, tre vittorie)

Grand Prix Hydraulika Mikolasek
3ª tappa Czech Cycling Tour (Olomouc > Olomouc)
Central European Tour - Gyomaendröd GP
- 2011 (ASC Dukla Praha, tre vittorie)

2ª tappa Tour of Taihu Lake (Suzhou > Suzhou)
4ª tappa Tour of Taihu Lake (Jiangyin > Changzhou)
- 2012 (ASC Dukla Praha, cinque vittorie)

1ª tappa Azerbaijan International Tour (Urmia > Shabestar)
3ª tappa Azerbaijan International Tour (Tabriz > Mianeh)
2ª tappa Tour of Taihu Lake (Zhangjiagang Shuangshan > Zhangjiagang Shuangshan)
8ª tappa Tour of Taihu Lake (Changshu > Changshu)
1ª tappa Tour of Fuzhou (Fuzhou > Fuzhou)
- 2013 (ASC Dukla Praha, undici vittorie)

2ª tappa Tour of Iran (Maragheh > Urmia)
3ª tappa Tour of Iran (Urmia > Khoy)
4ª tappa Tour of Iran (Khoy > Aras)
3ª tappa Tour of China I (Chengdou > Pengzhou)
2ª tappa Tour of China II (Yueyang > Yueyang)
3ª tappa Tour of China II (Xiangyang > Xiang Gucheng)
4ª tappa Tour of China II (Zaoyang > Wuhan Caidian)
Classifica generale Tour of China II
5ª tappa Tour of Taihu Lake (Huzhou > Huzhou)
7ª tappa Tour of Taihu Lake (Yixing > Yixing)
Tour de Nanjing
- 2014 (ASC Dukla Praha, una vittoria)

2ª tappa Tour of Taihu Lake (Changshu > Changshu)
- 2015 (Whirlpool-Author, sei vittorie)

Memoriał Romana Siemińskiego
Visegrad 4 Bicycle Race - GP Hungary
Visegrad 4 Bicycle Race - GP Slovakia
3ª tappa Wyścig Solidarności i Olimpijczyków (Nowy Sącz > Jaworzno)
Memoriał Henryka Łasaka
1ª tappa East Bohemia Tour (Třebechovice pod Orebem > Třebechovice pod Orebem)
- 2016 (Whirlpool-Author, tre vittorie)

Memoriał Andrzeja Trochanowskiego
2ª tappa CCC Tour-Grody Piastowskie (Głogów > Polkowice)
Puchar Ministra Obrony Narodowej
- 2017 (Elkov-Author, otto vittorie)

Visegrad 4 Bicycle Race - GP Slovakia
Memoriał Romana Siemińskiego
Memoriał Andrzeja Trochanowskiego
3ª tappa Wyścig Solidarności i Olimpijczyków (Radom > Stalowa Wola)
1ª tappa Dookoła Mazowsza (Teresin > Teresin)
4ª tappa Dookoła Mazowsza (Kozienice > Kozienice)
Classifica generale Dookoła Mazowsza
Puchar Ministra Obrony Narodowej
- 2018 (Elkov-Author, otto vittorie)

2ª tappa Tour du Loir-et-Cher (Vernou-en-Sologne > La Ferté-Imbault)
Visegrad 4 Bicycle Race - GP Czech Republic
Memoriał Andrzeja Trochanowskiego
Memoriał Romana Siemińskiego
2ª tappa CCC Tour-Grody Piastowskie (Polkowice > Głogów)
2ª tappa Gemenc Grand Prix (Szekszard > Szekszard)
3ª tappa Dookoła Mazowsza (Teresin > Teresin)
2ª tappa Okolo Jižních Čech (Litschau > Nová Bystřice)
- 2019 (Elkov-Author, sette vittorie)

Umag Trophy
Visegrad 4 Bicycle Race - GP Polski
Memoriał Andrzeja Trochanowskiego
Memoriał Romana Siemińskiego
Visegrad 4 Bicycle Race - GP Slovakia
3ª tappa Cycling Tour of Bihor (Oradea > Oradea)
3ª tappa, 2ª semitappa Tour de Hongrie (Tiszafüred > Hajdúszoboszló)

#### Altri successi
- 2007 (ASC Dukla Praha)

Staroměstské Kriterium
- 2009 (ASC Dukla Praha)

Memorial Jakuba Mrnhy
- 2010 (ASC Dukla Praha)

3ª tappa Lidice (Lidice)
Memorial Jakuba Mrnhy
Memorial Jana Veselého
- 2011 (ASC Dukla Praha)

4ª tappa Szlakiem Bursztynowym Hellena Tour (Kalisz > Konin)
Memorial Jakuba Mrnhy
Memoriál Josefa Křivky
Memorial Evzena Cihlare
Memorial Ireneusza Maciasia
- 2012 (ASC Dukla Praha)

4ª tappa Szlakiem Bursztynowym Hellena Tour (Wieluń > Kalisz)
Memorial Jakuba Mrnhy
Memoriál Josefa Křivky
VC Olomouce Dolany
Memorial Jana Veselého
Memorial Peter Dittrich
Classifica a punti Tour of Taihu Lake
Classifica a punti Tour of Fuzhou
- 2013 (ASC Dukla Praha)

Sobešlav
Jevicko
Memoriál Josefa Křivky
Memoriálu Christiana Battaglii
GP Mesta Pribram
Memorial Jana Veselého
Classifica a punti Tour of Iran
Classifica a punti Tour of China II
- 2015 (Whirlpool-Author)

Popelin
Hradec Kralove
- 2016 (Elkov-Author)

Campionati cechi, a Squadre (con Vojtĕch Hačecký, Michael Kukrle e Martin Hunal)
- 2017 (Elkov-Author)

Brno-Velka Bites-Brno
Kyjovske Slovako
GP Borgeres
Memoriálu Christiana Battaglii

### Pista
- 2001 (Juniores)

Campionati europei, Chilometro da fermo Juniores
Campionati europei, Inseguimento a squadre Under-23 (con Libor Hlavac, Stanislav Kozubek e Michal Kesl)
- 2007

Campionati del mondo, Omnium
- 2008

Campionati cechi, Americana (con Petr Lazar)
- 2011

Grand Prix Prostějov, Americana (con Milan Kadlec)
Campionati cechi, Americana (con Milan Kadlec)
Campionati cechi, Scratch
- 2012

Grand Prix Prostějov, Americana (con Milan Kadlec)
Campionati cechi, Americana (con Martin Bláha)
Grand Prix Vienna, Americana (con Martin Bláha)
Grand Prix Vienna, Scratch
- 2013

Grand Prix Prostějov, Americana (con Milan Kadlec)
Campionati cechi, Velocità a squadre (con Ondřej Rybín e Ondřej Vendolský)
- 2014

Grand Prix Prostějov, Scratch
Campionati cechi, Americana (con Milan Kadlec)
- 2016

Campionati cechi, Americana (con Vojtĕch Hačecký)

## Piazzamenti

### Competizioni mondiali
- Campionati del mondo su strada

Doha 2016 - In linea Elite: ritirato
Innsbruck 2018 - Cronosquadre: 12º
- Campionati del mondo su pista

Los Angeles 2005 - Chilometro: 8º
Bordeaux 2006 - Chilometro: 7º
Palma di Maiorca 2007 - Americana: 3º
Palma di Maiorca 2007 - Omnium: vincitore
Manchester 2008 - Americana: 14º
Manchester 2008 - Omnium: 4º
Ballerup 2010 - Omnium: 11º
Apeldoorn 2011 - Omnium: 21º
- Giochi olimpici

Atene 2004 - Chilometro: 10º
Atene 2004 - Velocità: 16º
Pechino 2008 - Americana: 13º

### Competizioni europee
- Campionati europei su strada

Herning 2017 - In linea Elite: 104º
Glasgow 2018 - In linea Elite: ritirato